# 韦兹
韦兹（法語：Vèze，法語發音：[vɛz]）是法国康塔尔省的一个市镇，属于圣弗卢尔区。

## 地理
韦兹（45°16'0"N, 2°59'37"E）面积25.46 平方千米，位于法国奥弗涅-罗讷-阿尔卑斯大区康塔爾省，该省份为法国中南部省份，位于法國中央高原中心，北起科雷兹省、上盧瓦爾省和多姆山省，西接洛特省和科雷兹省，南至阿韦龙省和洛特省，东临上盧瓦爾省和洛泽尔省。
与韦兹接壤的市镇（或旧市镇、城区）包括：阿朗什、莫莱德、普拉迪耶、昂扎勒吕盖。

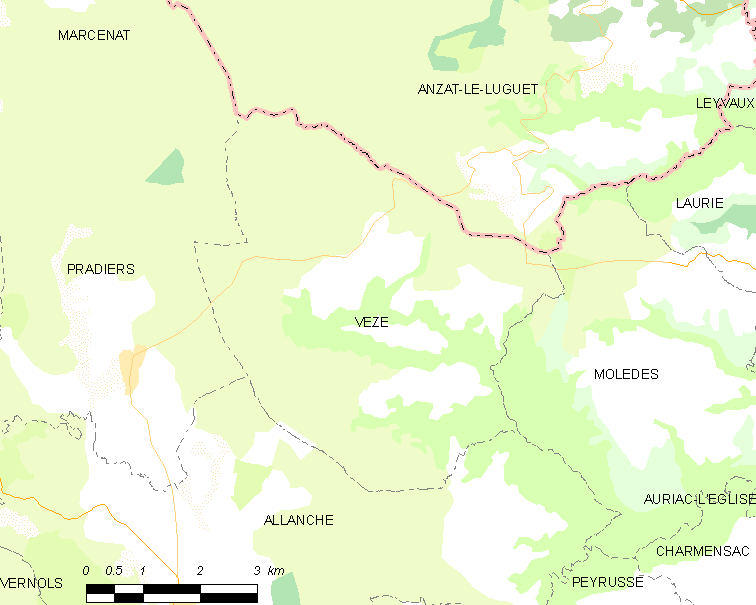
韦兹的OSM定位图

韦兹的时区为UTC+01:00、UTC+02:00（夏令时）。

## 行政
韦兹的邮政编码为15160，INSEE市镇编码为15256。

## 政治
韦兹所属的省级选区为米拉县 (法国)。

## 人口

1962-2008年间韦兹人口变化图示

韦兹于2022年1月1日时的人口数量为64人。